# Centerville (Iowa)
Centerville is een plaats (city) in de Amerikaanse staat Iowa, en valt bestuurlijk gezien onder Appanoose County.

## Demografie
Bij de volkstelling in 2000 werd het aantal inwoners vastgesteld op 5924.
In 2006 is het aantal inwoners door het United States Census Bureau geschat op 5686, een daling van 238 (-4,0%).

## Geografie
Volgens het United States Census Bureau beslaat de plaats een oppervlakte van
11,8 km², waarvan 11,7 km² land en 0,1 km² water.

## Plaatsen in de nabije omgeving
De onderstaande figuur toont nabijgelegen plaatsen in een straal van 12 km rond Centerville.